# Saint-Pompont
Saint-Pompont är en kommun i departementet Dordogne i regionen Nouvelle-Aquitaine i sydvästra Frankrike. Kommunen ligger i kantonen Domme som tillhör arrondissementet Sarlat-la-Canéda. År 2022 hade Saint-Pompont 363 invånare.

## Befolkningsutveckling
Antalet invånare i kommunen Saint-Pompont
Referens:INSEE